# Pańska Łaska
Pańska Łaska – osada w Polsce położona w województwie wielkopolskim, w powiecie czarnkowsko-trzcianeckim, w gminie Trzcianka. 
W latach 1975–1998 miejscowość administracyjnie należała do województwa pilskiego.